# Гаврилова Олександра Іванівна
Олександра Іванівна Гаврилова (нар. 10 травня 1895, Санкт-Петербург — 6 квітня 1940, Київ) — українська балерина. Дружина хореографа Іллі Чистякова.  Мати диригента Бориса Чистякова.

## Життєпис
Олександра Гаврилова народилася 10 травня 1895 року в Петербурзі. Навчалася в Петербурзькій балетній студії І. О. Чистякова.
1911-1917 років танцювала на сцені Петербурзького Народного Дому.
Прима-балерина Київського театру опери та балету.
Покінчила життя самогубством; похована на Старобайковому цвинтарі.

## Партії
- Любина («Пан Каньовський» М. Вериківського)
- Одетта-Одилія («Лебедине озеро» П. Чайковського)
- Тао Хоа («Червоний мак» Р. Глієра)
- Кітрі («Дон Кіхот» Л. Мінкуса)
- Есмеральда («Есмеральда» Ч. Пуньї)